# میاندر
میاندر، روستایی در دهستان بیابان بخش مرکزی شهرستان سیریک در استان هرمزگان ایران است.

## ویژگی‌ها
دلیل نامگذاری روستا به این نام قرار گرفتن آن در محوطه ای بین دو رودخانهٔ فصلی است.
روستای میاندر یکی از مناطق بزرگ کشاورزی شهرستان سیریک هست دارای ۸۰ هکتار زمین کشاورزی مجهز به سیستم آبیاری تحت فشار و پمپ آبی برقی هست.
این روستا توسط حسن شهمراد کریمی آباد شده‌است.
زمستان‌های میاندر خیلی سرسبز و دیدنی است، همچنین باغ‌های نخل روستای میاندر منظره فوق‌العاده ای رو بوجود آورده‌اند.

## جمعیت
بر پایه سرشماری عمومی نفوس و مسکن در سال ۱۳۹۵، جمعیت این روستا برابر با ۷۰ نفر (۱۵ خانوار) بوده‌است.